# قلعه‌نو (هلیل)
قلعه نو روستایی در دهستان هلیل بخش مرکزی شهرستان جیرفت استان کرمان ایران است.

## جمعیت
بر پایه سرشماری عمومی نفوس و مسکن در سال ۱۳۹۵ جمعیت این مکان ۴۱۱ نفر (۱۳۲خانوار) بوده‌است.